# Древено
 Тази статия е за селото в Северна Македония.  За бившето село в Егейска Македония, Гърция вижте Древено (Боймишко).  
Древено (на македонска литературна норма: Древено) е село в източната част на Северна Македония, община Пробищип.

## География
Землището на Древено е 6,7 km2, от които земеделската площ е 583 ha – 329 ha обработваема земя, 219 ha пасища и 35 ha гори.

## История
На 2 km северно от селото в местността Пешник има късноантично селище и раннохристиянска църква.
Селото е споменато сред владенията на близкия манастир „Свети Гаврил Лесновски“ в две грамоти от XIV век: на цар Стефан Душан и на Константин Драгаш от 1381 година.
Църквата „Свети Йоан Кръстител“ е строена след XVIII век.
В XIX век Древено е чисто българско село в Кратовска кааза на Османската империя. Според статистиката на Васил Кънчов („Македония. Етнография и статистика“) от 1900 година селото има 270 жители, всички българи християни.
В началото на XX век българското население на селото е под върховенството на Българската екзархия. По данни на секретаря на екзархията Димитър Мишев („La Macédoine et sa Population Chrétienne“) през 1905 година в Древено (Dreveno) има 336 българи екзархисти.
При избухването на Балканската война в 1912 година трима души от Древено са доброволци в Македоно-одринското опълчение.
Според преброяването от 2002 година селото има 213 жители (118 мъже и 95 жени), в 79 домакинства и 150 къщи.

## Личности
Родени в Древено
- Ампе Зарев, македоно-одрински опълченец, 20-годишен, 4 рота на 3 солунска дружина[8]
- Йордан Апостолов, македоно-одрински опълченец, 20-годишен, каменар, неграмотен, 1 рота на 3 солунска дружина, носител на орден „За храброст“ IV степен[9]
- Хараламби (Харалампи) Гичев, македоно-одрински опълченец, 4 рота на 1 дебърска дружина[10]